# 博蒙昂贝讷
博蒙昂贝讷（法語：Beaumont-en-Beine，法語發音：[bomɔ̃ ɑ̃ bɛn]）是法国上法蘭西大區埃纳省的一个市镇，属于拉昂区。

## 地理
博蒙昂贝讷（49°41'15"N, 3°7'57"E）面积5.41 平方千米，位于法国上法蘭西大區埃纳省，该省份为法国北部内陆省份，北起北部省，西接索姆省和瓦兹省，东临阿登省和马恩省，西南至塞纳-马恩省，东北部与比利时接壤。
与博蒙昂贝讷接壤的市镇（或旧市镇、城区）包括：屈尼、吉夫里、拉讷维尔昂贝讷、索梅特-欧库尔、维勒塞尔沃、布鲁希、于尼勒盖。

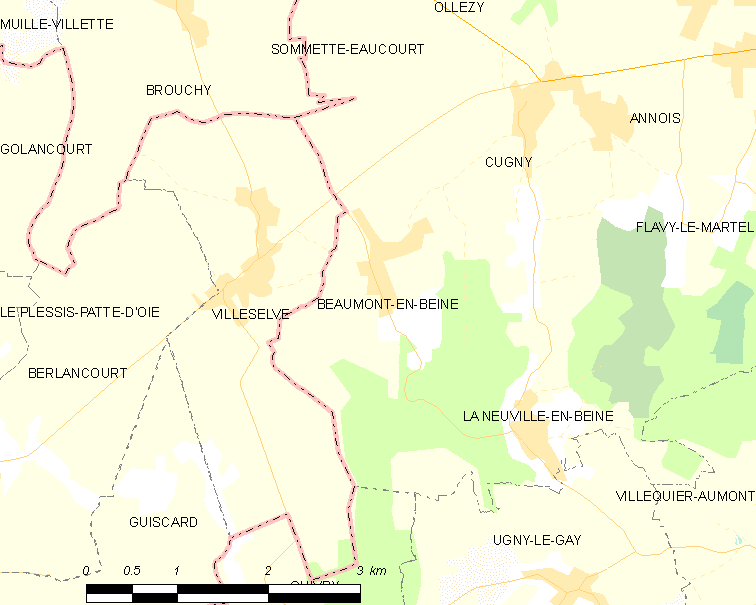
博蒙昂贝讷的OSM定位图

博蒙昂贝讷的时区为UTC+01:00、UTC+02:00（夏令时）。

## 行政
博蒙昂贝讷的邮政编码为02300，INSEE市镇编码为02056。

## 政治
博蒙昂贝讷所属的省级选区为绍尼县。

## 人口

1962-2008年间博蒙昂贝讷人口变化图示

博蒙昂贝讷于2022年1月1日时的人口数量为172人。